# Tempête tropicale Thelma
La tempête tropicale Thelma (anglais : Tropical Storm Thelma) est un cyclone tropical qui a causé d'énormes dégâts aux Philippines en novembre 1991. Connu aux Philippines sous le nom d'Uring. Environ 5 000 à 8 000 personnes sont mortes de ce cyclone tropical. Les dégâts ont été particulièrement concentrés sur Ormoc, avec des crues soudaines et des glissements de terrain causant de nombreuses victimes.